# Peter Palitzsch
Peter Palitzsch (Deutmannsdorf, 11 settembre 1918 – Havelberg, 18 dicembre 2004) è stato un regista tedesco.

## Biografia
Fu collaboratore di Bertolt Brecht al Berliner Ensemble fino al 1962; ebbe particolare successo come regista teatrale di opere brechtiane o shakesperiane. Dagli anni cinquanta in poi, lavorò spesso per la televisione, soprattutto come regista o sceneggiatore per adattamenti televisivi di opere teatrali.

## Filmografia

### Regista
- Herr Puntila und sein Knecht Matti, co-regia di  Manfred Wekwerth - film tv (1957)
- Sand - film tv (1971)